# Азола
О коммуне в Венето см. Азоло
Азола (итал. Asola) — город в итальянском регионе Ломбардия, на реке Кьезе; относится к провинции Мантуя. 
По данным Национального института статистики, на 01.01.2023 года, население коммуны составляло 9901 человек, плотность населения ─ 134,74 чел./км². Занимает площадь 73 км². Почтовый индекс — 46041. Телефонный код — 00376.
В городском соборе Св. Андрея — памятнике поздней ломбардской готики (1472) — имеются полотна работы Моретто да Брешиа. Также там сохраняется нижняя челюсть св. Иоанна Златоуста. В качестве покровителя коммуны почитается Иоанн Златоуст, празднование 27 января.

## Города-побратимы
- Лайнгартен, Германия (2004)
- Лезиньи, Франция (2004)

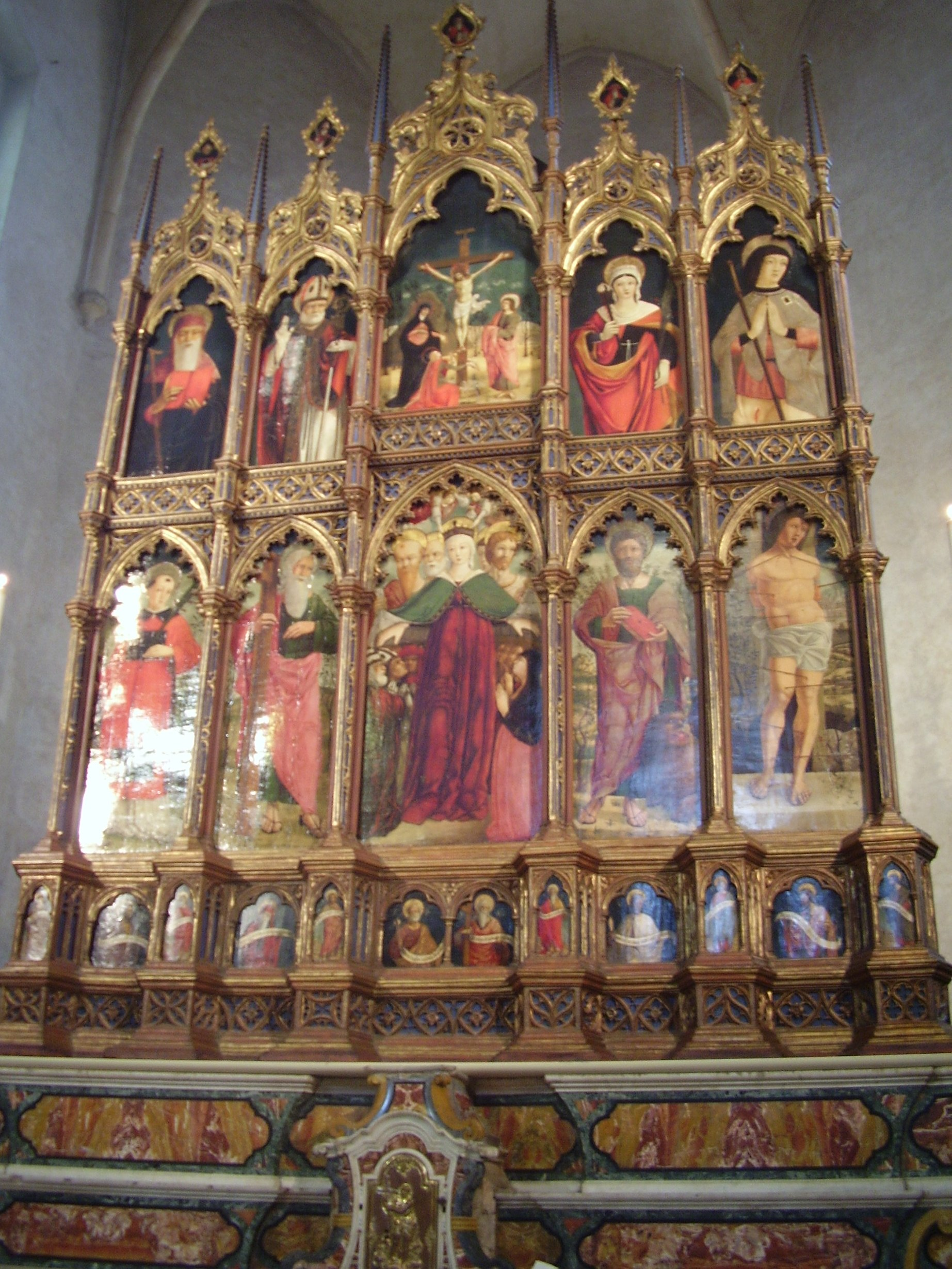
Алтарный образ в соборе Азолы
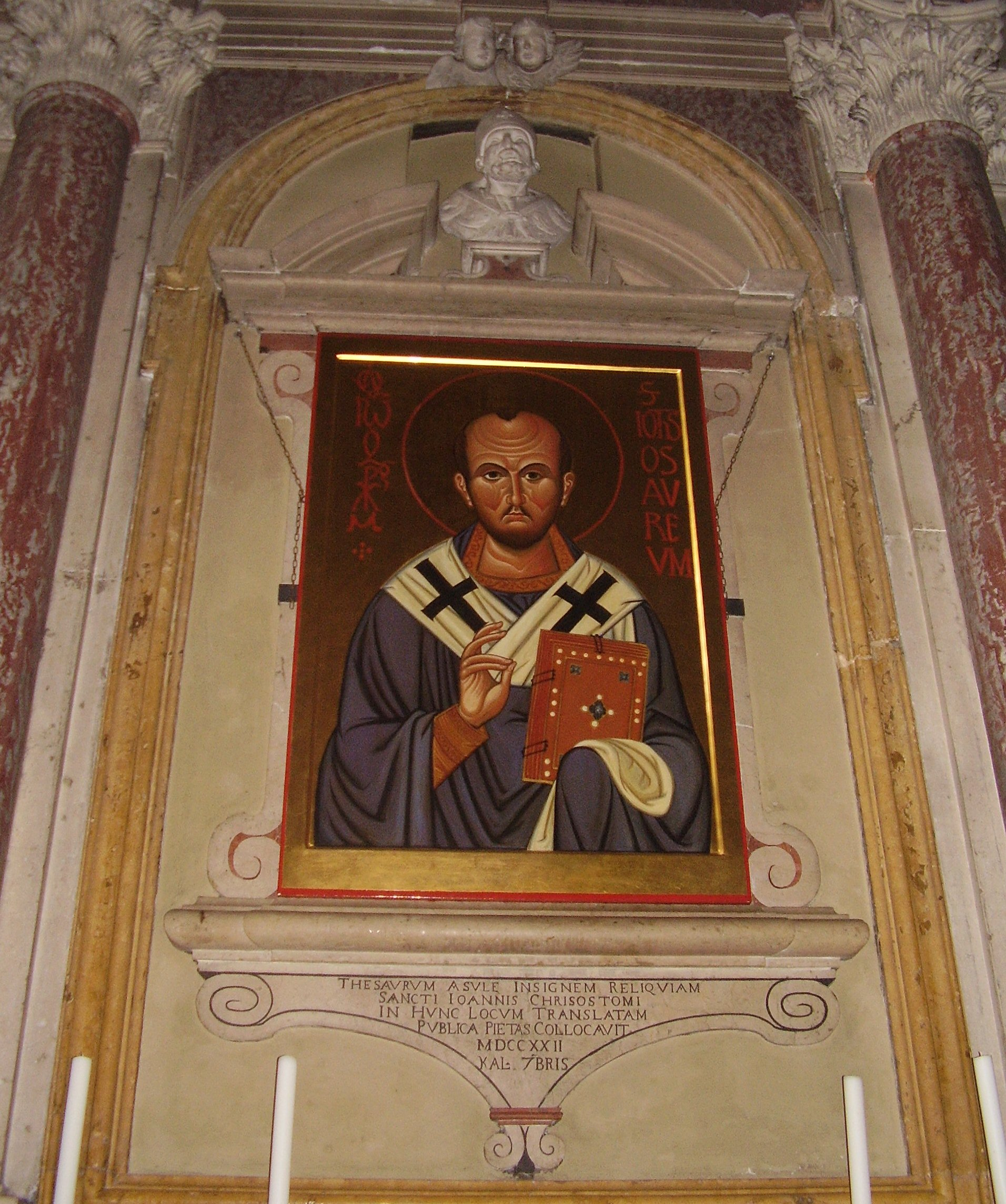
Икона Иоанна Златоуста в соборе Азолы